# المپیک تابستانی ۲۰۳۲
بازی‌های المپیک تابستانی ۲۰۳۲، یک رویداد بین‌المللی چند ورزشی پیش رو است که از ۲ تا ۱۸ مرداد ۱۴۱۱ (۲۳ ژوئیه تا ۸ اوت ۲۰۳۲) در شهر بریزبِن استرالیا برگزار خواهد شد. کمیته بین‌المللی المپیک در ۲۰ تا ۲۱ ژوئیه ۲۰۲۱، در آستانه بازی‌های المپیک تابستانی ۲۰۲۰ این شهر را میزبان المپیک ۲۰۳۲ انتخاب کرد. در ۱۰ ژوئن ۲۰۲۱، بریزبن با تصویب هیئت مدیره IOC، تصمیم گرفت که در ۲۱ ژوئیه ۲۰۲۱ حق میزبانی المپیک را دریافت کند و اولین شهری است که بدون هیچ شهر رقیبی میزبانی این رقابت‌ها را تصاحب می کند.

## انتخاب میزبان
کاندیداها:
۱. بریزبن-استرالیا
انتخاب: بریزبن
محل رای گیری: توکیو-ژاپن